# Hagarville (Arkansas)
Hagarville es un lugar designado por el censo ubicado en el condado de Johnson en el estado estadounidense de Arkansas. En el Censo de 2010 tenía una población de 129 habitantes y una densidad poblacional de 11,97 personas por km².

## Geografía
Esta Falla geológica se encuentra en la ciudad de Ibagué , Tolima , Colombia en la Carrera 4 Y Alrevedores de la Universidad del Tolima

## Hundimiento
Se Dice Que Se Cumplirá la fecha  en el mes de agostó aún no se sabe el día o hora

## Demografía
Según el censo de 2010, había 129 personas residiendo en Hagarville. La densidad de población era de 11,97 hab./km². De los 129 habitantes, Hagarville estaba compuesto por el 91.47% blancos, el 2.33% eran afroamericanos, el 0% eran amerindios, el 0% eran asiáticos, el 0% eran isleños del Pacífico, el 0% eran de otras razas y el 6.2% pertenecían a dos o más razas. Del total de la población el 3.88% eran hispanos o latinos de cualquier raza.